# Gołąbek miedziany
Gołąbek miedziany (Russula cuprea Krombh.) – gatunek grzybów należący do rodziny gołąbkowatych (Russulaceae).

## Systematyka i nazewnictwo
Pozycja w klasyfikacji według Index Fungorum: Russula, Russulaceae, Russulales, Incertae sedis, Agaricomycetes, Agaricomycotina, Basidiomycota, Fungi.
Po raz pierwszy opisał go w 1845 r. Julius Vincenz von Krombholz. Ma 26 synonimów. Niektóre z nich:
- Russula juniperina Ubaldi 1985
- Russula urens Romell ex Singer 1926[2].

Polską nazwę nadała Alina Skirgiełło w 1991 r.

## Morfologia
Kapelusz
Kapelusz ma 3–9 cm szerokości i jest raczej kruchy. Na początku jest wypukły, potem rozpościera się płasko; czasem jest tępo garbowany, a na końcu wklęsły. Skórka kapelusza jest gładka, lepka, błyszcząca przy deszczowej pogodzie, raczej matowa przy suchej pogodzie. Krawędź jest ostra, za młodu lekko zakrzywiona i wyraźnie zaznaczona lub bruzdowana od początku. Kolor kapelusza jest bardzo zmienny. Może być mniej lub bardziej miedziany, blado czerwonawo-brązowy do czarnobrązowego lub winny z pomarańczowym środkiem. Może być również czasami prawie zielonkawy, oliwkowo-brązowy lub z szarawymi odcieniami lub bardziej fioletowy lub fioletowy z postrzępionymi brzegami.
Blaszki
Gęsto rozmieszczone, kruche blaszki są szerokie, dość grube i mają złocistożółty kolor. Wysyp zarodników jest również intensywnie ciemnożółty.
Trzon
Raczej kruchy trzon ma 3,5–7 cm długości i 0,7–2 cm szerokości, jest smukły, maczugowaty lub zwężający się ku dołowi. Z wiekiem staje się biały z żółto-brązowymi plamami. Wewnątrz jest wypełniony miąższem.
Miąższ
Miąższ bardzo ostry w smaku. Zapach jest słaby lub nieobecny. Miąższ reaguje słabo i powoli z gwajakiem.
Cechy mikroskopowe
Zarodniki mają 8,5–10 µm długości i 6,7-8(8,5) µm szerokości i są pokryte mniej lub bardziej izolowanymi, kolczastymi brodawkami. Podstawki mają (35) 40–52 µm długości i 10–13 µm szerokości i każda ma 4 sterygmy. Pleurocystydy są dość powszechne, o (60) 68-132 µm długości i 10–13,5 (–16,5) µm szerokości i mogą być barwione sulfowaniliną. Komórki strzępek w naskórku są wyraźnie uśpione, podobnie jak pileocystydy o szerokości 3,5–8,5 (–10) µm.

## Występowanie i siedlisko
Znane jest występowanie gołąbka miedzianego tylko w Europie. W. Wojewoda w 2003 r. umieścił gatunek na swojej liście z 2003 roku, przytaczając jedno stanowisko podane przez Alinę Skirgiełło. W późniejszych latach podano nowe stanowiska. Aktualne stanowiska podaje także internetowy atlas grzybów. Znajduje się w nim na liście gatunków zagrożonych i wartych objęcia ochroną.
Grzyb naziemny. Jak wszystkie gołąbki, gołąbek miedziany jest grzybem mykoryzowym, który może tworzyć symbiozę z różnymi drzewami liściastymi. Gospodarzami mogą być między innymi graby, buki i dęby. Russula cuprea występuje w grądach i ciepłolubnych dąbrowach mieszanych.